# رولف كروجر
رولف كروجر (بالإنجليزية: Rolf Krueger)‏ هو لاعب كرة قدم أمريكية أمريكي، ولد في 8 ديسمبر 1946 في كالدويل في الولايات المتحدة.

## وصلات خارجية
- رولف كروجر على موقع مرجع كرة القدم المحترفة.كوم (الإنجليزية)